# Rivière Mastigouche Nord
Pour les articles homonymes, voir Mastigouche.
Ne doit pas être confondu avec Rivière Mastigouche.
La rivière Mastigouche Nord coule dans le territoire non organisé de la Baie-de-la-Bouteille dans la MRC de Matawinie, dans la Réserve faunique Mastigouche et dans la municipalité de Mandeville, dans la municipalité régionale de comté (MRC) D'Autray, dans la région administrative de Lanaudière, au Québec, au Canada.
La rivière Mastigouche Nord coule surtout en territoire forestier, sauf dans les derniers segments qui sont en milieu agricole. À partir de la seconde moitié du XIXe siècle, la foresterie a été le moteur économique du secteur ; l'agriculture occupe une petite zone au sud-est du lac Hénault, dans le territoire de Mandeville. Au XXe siècle, les activités récréotouristiques ont été mises en valeur notamment par la création de la Réserve faunique Mastigouche.

## Géographie
Longue de 42,6 km (mesuré en suivant le courant), la rivière Mastigouche Nord prend sa source au lac Crystal (longueur : 1,5 km ; altitude : 500 m) situé dans le territoire non organisé Baie-de-la-Bouteille, dans la MRC de Matawinie. Ce lac est situé près de la limite de la Réserve faunique Mastigouche que le parcours de la rivière traverse sur environ 24,3 km, à partir du lac du Caribou en descendant jusqu'au sud du lac du Triton. L'embouchure du lac est située au nord-ouest.
Parcours de la rivière en aval du lac Crystal
À partir de l'embouchure du lac Crystal, la rivière Mastigouche Nord descend sur (segment de 7,9 km) :
- 260 m vers le nord-ouest jusqu'au lac du Vison (longueur : 0,8 km ; altitude : 494 m) ;
- 350 m vers l'ouest en traversant le lac du Vison ;
- 2,0 km vers le sud-ouest jusqu'à la décharge du lac au Foin (altitude : 490 m) ;
- 4,0 km vers le sud-est jusqu'à la décharge du lac Montour (altitude : 441 m). Dans ce segment, la rivière entre dans le territoire de la Réserve faunique Mastigouche ;
- 200 m vers le sud-est jusqu'au lac du Caribou (longueur : 1,3 km ; altitude : 436 m). Ce dernier reçoit les eaux du Petit lac à l'Ours, venant du nord-est ;
- 1,1 km vers le sud, dont 0,8 km en traversant le lac du Caribou et 240 m en traversant un petit lac (altitude : 436 m).

Parcours de la rivière en aval du lac du Caribou
À partir de l'embouchure du lac Caribou, la rivière Mastigouche nord descend sur (segment de 7,2 km) :
- 0,5 km vers le sud jusqu'à la décharge du lac de la Duchesse (altitude : 470 m) et du lac Germano (altitude : 470 m) ;
- 0,8 km vers le sud jusqu'au lac de la Cigale (altitude : 427 m). Ce lac reçoit les eaux du ruisseau Saint-Pierre qui draine un ensemble de lacs : Saint-Pierre (altitude : 457 m), Saint-Anselme, du Navet, Saint-Eugène, Saint-Paulin, Saint-Jacques (altitude : 457 m), de l'Orge, Hostile (altitude : 473 m) et de l'Avoine ;
- 0,9 km vers le sud-est en traversant le lac de la Cigale ;
- 3,0 km vers le sud-est jusqu'au lac Mastigou. Sur ce segment, la rivière récupère les eaux de la décharge du lac des Patineurs ;
- 2,0 km vers le sud-est en traversant le lac Mastigou (altitude : 422 m) sur sa pleine longueur, dont l'embouchure est située au sud-est.

Parcours de la rivière en aval du lac Mastigou
À partir de l'embouchure du lac Mastigou, la rivière Mastigouche nord descend sur (segment de 11,1 km) :
- 3,2 km vers le sud-est jusqu'à la décharge (altitude : 364 m) du lac des Rainettes (altitude : 456 m), venant du sud-ouest ;
- 1,4 km vers le sud-est jusqu'au ruisseau du Petit Penang, venant du nord-est du lac des Lotus (altitude : 471 m) et du lac Penang (altitude : 514 m) ;
- 0,5 km jusqu'à un élargissement de la rivière (longueur : 1,4 km ; altitude : 342 m) ;
- 1,1 km vers le sud-est en traversant cet élargissement de la rivière, jusqu'à la décharge du lac Noël (altitude : 392 m), provenant du nord-est ;
- 3,2 km vers le sud-est jusqu'à la décharge du lac Sanglier (altitude : 347 m), venant de l'est ;
- 0,5 km vers le sud jusqu'au Petit lac William (altitude : 326 m) ;
- 1,2 km vers le sud-est en traversant le Petit lac William (altitude : 326 m) sur sa pleine longueur, jusqu'à l'embouchure située au sud-est. Ce lac reçoit les eaux du lac René (altitude : 388 m), situé du côté ouest.

Parcours de la rivière en aval du Petit lac William
À partir de l'embouchure du Petit lac William, la rivière Mastigouche nord descend sur (segment de 8,1 km) :
- 1,4 km vers le sud-est jusqu'au lac du Triton (altitude : 311 m)
- 2,2 km vers le sud-est en traversant le lac du Triton dans sa pleine longueur, jusqu'à son embouchure ;
- 0,1 km vers le sud-est jusqu'au lac de la Chute (altitude : 294 m). Ce dernier lac :
  - est relié au lac aux Sables (altitude : 294 m), situé au nord-est. Ce dernier reçoit les eaux des lacs : d'Argent, Pluton, Joe, du Silex, Morage, Smith et du Dindon ;
  - est relié au lac du Croissant, du côté est. Ce dernier reçoit les eaux du lac aux Cailloux (altitude : 307 m) et d'un lac sans nom (altitude : 308 m) ;
  - reçoit les eaux de la décharge venant de l'ouest d'un ensemble de lacs notamment : Laroche (altitude : 332 m), la Croix (altitude : 361 m), Munro (altitude : 402 m), du Rat Musqué, de la Toque, Rosemonde, du Plongeon, French et Flora-Dora ;
  - reçoit les eaux du ruisseau Ross, provenant de l'ouest, drainant le lac Ross ;
- 4,4 km en traversant vers le sud le lac de la Chute sur sa pleine longueur, jusqu'au barrage érigé à son embouchure.

Note : Le territoire de la Réserve faunique Mastigouche se termine entre le lac Triton et le lac de la Chute. Autour du lac à la Chute se trouve le Centre du pourvoyeur Mastigouche, anciennement le campement principal du Mastigouche Fish and Game Club.
Parcours de la rivière en aval du lac de la Chute
À partir du barrage du lac de la Chute, la rivière Mastigouche nord descend sur (segment de 8,3 km) :
- 2,1 km vers le sud-est jusqu'à La Grande Coulée (ruisseau), en traversant la chute du Calvaire ;
- 1,3 km vers le sud-ouest jusqu'à la décharge du lac Priscilla (altitude : 329 m) ;
- 4,9 km vers le sud-ouest jusqu'à son embouchure qui se déverse dans la rivière Mastigouche[1].

## Toponymie
Le terme Mastigouche est dérivé de l'algonquin ou de l'atikamekw mistikush. Ce terme signifie : là où le bois est petit. Ce toponyme est en usage depuis le XIXe siècle. En 1834, l'arpenteur J. Martin fait référence à la Riv. Mastgoch sur son plan du canton de Peterborough. La graphie Mastigouche est utilisé dans un rapport d'arpentage de 1854. À la fin du XIXe siècle, les graphies Mastigoche et Mastigouche sont utilisées couramment dans les documents du secteur.
Le toponyme rivière Mastigouche Nord a été officialisé le 5 décembre 1968 à la Banque des noms de lieux de la Commission de toponymie du Québec.
Le nom Mastigouche désigne :
- deux lacs : lac Mastigouche et Petit lac Mastigouche,
- deux rivières :  rivière Mastigouche et rivière Mastigouche Nord;
- une réserve faunique;
- un pont;
- un rang;
- un barrage;
- une rue.